# 12900 Rishabjain
12900 Rishabjain eller 1998 RP28 är en asteroid i huvudbältet som upptäcktes den 14 september 1998 av LINEAR i Socorro County, New Mexico. Den är uppkallad efter Rishab Jain.